# أندرو هينينج
أندرو هينينج (بالإنجليزية: Andrew Henning)‏ هو محامي أسترالي، ولد في 1863، وتوفي في 2 ديسمبر 1947.